# Beleg van Stralsund (1678)

Stralsund

Het Beleg van Stralsund  vond plaats van 20 september tot 15 oktober 1678. Keurvorst Frederik Willem I van Brandenburg slaagde er in Stralsund te veroveren.

## Achtergrond
Met het verdrag van Grimnitz uit 1529 werd het Hertogdom Pommeren beloofd aan het Huis Hohenzollern. Tijdens de Dertigjarige Oorlog en na de dood van de laatste hertog Bogislaw XIV van Pommeren kwam Pommeren in handen van het Zweedse koninkrijk, het Verdrag van Stettin (1630) en de creatie van Zweeds-Pommeren. Met de Schoonse Oorlog (1674-1679), een oorlog tussen een coalitie met het Koninkrijk Denemarken en Noorwegen tegen Zweden, zag keurvorst Frederik Willem I van Brandenburg zijn kans schoon om zijn beloofde land in te palmen.

## Beleg
Stralsund werd verdedigd door Otto Wilhelm von Königsmarck. Met een leger van 20 000 man bestookte Frederik Willem de stad, daarbij gesteund door zijn nieuw opgerichte zeemacht. Na twee dagen van bombardementen op 10 en 11 oktober gaf het zwaar verwoeste Zweedse fort Stralsund zich over aan de Brandenburgers. De rest van Zweeds-Pommeren was tegen het einde van het jaar ingenomen.

## Resultaat
Met de Vrede van Saint-Germain (1679) werd Frederik Willem gedwongen Pommeren terug te geven aan de Zweden.